# Christian Massat
Pour les articles homonymes, voir Massat (homonymie).
Christian Massat, né le 11 octobre 1950 à Gimont et mort le 15 juin 2013 à Portet-de-Luchon, est un joueur et dirigeant de rugby à XV français, occupant le poste de centre, demi d'ouverture puis dirigeant au Stade toulousain.

## Biographie
Gersois, originaire de Gimont, il s'initie à l'école de rugby de l'Étoile Sportive Gimontoise, y pratique en cadet, junior et monte vite en équipe première. Il est capable d'évoluer au poste de centre ou de demi d'ouverture. Il s'installe ensuite à Toulouse afin d'y poursuivre ses études et signe au Stade toulousain deux ans après son arrivée dans la ville, en 1971. Il arrête sa carrière au plus haut niveau en 1978, sur blessure, une grave déchirure.
En parallère, il suit des études de chirurgien-dentiste. Il s'installe en 1975, conduisant de pair études et rugby, puis travail et rugby.
Jean Fabre, président du Stade toulousain, l'appelle auprès de lui : d'abord en tant que dirigeant à partir de 1981 puis successivement vice-président, vice-président délégué en 1985. Il devient co-président en 1988, puis président unique du Stade toulousain en 1990. Il est considéré par certains comme un pionnier en tant que premier directeur sportif d'un club de rugby à partir de 1981,.
En 1992, lors de l'assemblée générale du club, il est mis en minorité et se retire. Il laisse alors la présidence du club à René Bouscatel.
Christian Massat est mort brutalement le 15 juin 2013 à 62 ans, victime d'un malaise alors qu'il effectuait l'ascension du Peyresourde à vélo, pour assister au passage de la Route du Sud.